# Rugby à XIII au Ghana
Le rugby à XIII est un sport pratiqué au Ghana depuis 2012. 
Au regard de l'histoire du rugby à XIII, dont on considère 1895 comme l'année de naissance, il s'agit donc d'un sport introduit tardivement dans ce pays.  Le Ghana est donc considéré comme une  « nation émergente » (emerging nation en anglais) par les instances internationales de ce sport. Celles-ci accordent au pays le statut d'observateur en 2014.
Le développement du rugby à XIII s'inscrit donc dans une politique de développement du rugby à XIII en Afrique, une politique spécifique épaulée par des initiatives privées.   
En 2019, il est un des rares sports en Afrique à avoir une femme à la tête de sa fédération.   
Le Ghana fait son baptême du feu international à l'automne 2019, son équipe masculine disputant sa première compétition internationale.   

## Fédération ghanéenne de rugby à XIII

Logo de la fédération ghanéenne

Elle a été mise en place en 2012, avec l'aide de la fédération internationale de rugby à XIII. Celle-ci dépêche notamment l'entraineur australien, Andy Givary, qui propose alors des « cours de développement pour les entraîneurs et les officiels de matches ». Elle nait officiellement le 6 avril 2014.
Fin des années 2010, la fédération de rugby à XIII est l'une des rares fédérations sportives africaines à avoir une femme à sa tête : Nana Prempeh. Elle est élue en février 2019. Il s'agit d'une ashanti.  La même année la fédération poursuit le développement du sport à Accra, la capitale du pays, et dans les environs de Tema.

## Équipe nationale
L'équipe nationale masculine fait ses débuts au mois d'octobre 2019, en disputant le Middle East Africa Championship . Il s'agit d'une sorte de Coupe d'Afrique des nations,  qui est disputée à Lagos, au Nigeria. 
La fédération nationale désigne Andy Gilvary, ancien entraineur dans le championnat de rugby à XIII australien, entraineur de la sélection nationale. 

Cette apprentissage de la scène internationale treiziste se fait d'abord par une rencontre face à l'équipe du Nigeria, le 2 octobre 2019, perdue 12-23.
Le Ghana rencontre ensuite  le Cameroun (perdant du match Maroc-Cameroun) qu'il bat sur le score de 10 à 4, se classant ainsi troisième du tournoi.

## Championnat
Le premier championnat masculin des clubs débute au mois de mai 2019 et oppose quatre équipes : Les Panthers, les Bulls RLFC, le Skolars ARLFC et les Pirates.
Le match inaugural a lieu le 5 mai 2019. Il oppose les Bulls du RLFC aux Skolars : au terme d'un match plein de suspens, ce sont les Bulls qui remportent la rencontre (38 – 18).